# Liste der Monuments historiques in Grambois
Die Liste der Monuments historiques in Grambois führt die Monuments historiques in der französischen Gemeinde Grambois auf.

## Liste der Bauwerke
| Bezeichnung                                                                                     | Beschreibung | Standort                        | Kennzeichnung | Schutzstatus | Datum | Bild           |
| ----------------------------------------------------------------------------------------------- | ------------ | ------------------------------- | ------------- | ------------ | ----- | -------------- |
| Kapelle St-Pancrace Eremitage, Kapelle, Friedhof                                                |              | chemin de Saint-Pancrace (Lage) | PA00135631    | Inscrit      | 1995  | weitere Bilder |
| Pfarrkirche Notre-Dame-de-Beauvoir Glockenkäfig                                                 |              | (Lage)                          | PA84000025    | Inscrit      | 2001  | weitere Bilder |
| Schloss Pradines Nebengebäude, Hof, Innendekor, Hydraulikanlage, Gutshof, Park, Kirche, Theater |              | 600A route de Vitrolles (Lage)  | PA84000048    | Inscrit      | 2007  |                |

## Liste der Objekte
- Monuments historiques (Objekte) in Grambois in der Base Palissy des französischen Kulturministeriums (französisch)